# 5-й егерский полк
5-й егерский полк

## Места дислокации
В 1820 году — Сенно Могилевской губернии. Второй батальон полка на поселении в Новгородской губернии. Полк входил в состав 3-й пехотной дивизии. 

## Формирование и кампании полка
Полк сформирован в местечке Ораны 29 ноября 1796 года из 4-го батальона Эстляндского егерского корпуса, в составе пяти рот, под названием 6-го егерского батальона. 17 мая 1797 года батальон переформирован в двухбатальонный 6-й егерский полк, который затем с 31 октября 1798 года по 3 января 1800 года назывался по именам шефов.
В 1798 году полк был назначен в состав корпуса Римского-Корсакова, двинутого в Швейцарию. Перейдя 4 мая 1799 года границу, егеря прибыли 16 августа в Уцнах и в течение трёх недель содержали передовые посты по реке Лимату. 14 сентября, при неожиданном наступлении французов, полк выдержал натиск противника и после упорного штыкового боя отступил к Эклизау. На следующий день полк выдержал тяжёлый бой у Цюриха и, находясь в арьергарде, штыками пробился к реке Глат, потеряв 13 офицеров и 215 нижних чинов.
По возвращении в Россию полк был наименован 29 марта 1801 года 5-м егерским полком и приведён 30 апреля 1802 года в состав трёх батальонов. 10 июня 1803 года из полка выделена рота на сформирование 20-го егерского полка.
В 1805 году полк выступил в поход в Австрию против французов и геройски прикрыл в сражении под Аустерлицем отступление правого фланга русской армии, потеряв 7 офицеров и 263 нижних чинов.
Во время войны 1806—1807 годов в Восточной Пруссии полк состоял в корпусе графа Буксгевдена, в 7-й дивизии Дохтурова, и, находясь в авангарде, участвовал в ряде боев при Липштаде, Морунгене, Вольфсдорфе, Ландсберге и Прейсиш-Эйлау. В сражении при Морунгене фельдфебель Василий Бородкин захватил знамя 9-го французского полка лёгкой пехоты. Во вторую половину кампании полк, состоя в авангарде князя Багратиона, доблестно участвовал в боях у Ломитена, Гуттштадта, Гейльсберга, Аллендорфа и в сражении при Фридланде.
Тяжёлая служба в авангарде и геройское участие в ряде сражений было отмечено пожалованием полку 1 апреля 1808 года серебряных труб с надписью «За отличие в течение кампании 1807 г. против французов».
В начале Отечественной войны оба действующих батальона состояли в 26-й пехотной дивизии 7-го корпуса и приняли участие во всех делах против французов 2-й Западной армии. Полк, во время отступления 2-й Западной армии от Волковыска к Смоленску, участвовал 22 июня в бою под Миром и 11 июля в бою при Салтановке. В сражении при Смоленске полк занимал Королевский бастион и отбил несколько атак французов. Гренадерская рота 2-го батальона была включена в 2-ю сводно-гренадерскую дивизию 8-го корпуса той же армии. Запасной батальон находился в гарнизоне Бобруйска.
24 августа в бою за Шевардинский редут полк занимал на левом фланге Утицкий лес и задержал наступление польского корпуса Понятовского. В Бородинском сражении полк прикрывал батарею Раевского и, отбив атаки Морана и Бруссье, потерял 20 офицеров и 712 нижних чинов. Затем полк находился в сражениях при Малоярославце, Вязьме и Красном.
За доблестное участие в Отечественной войне полку были пожалованы 13 апреля 1813 года знаки на кивера с надписью «За отличие».
С 23 января 1813 года полк находился в составе войск, блокировавших Модлин, и затем был назначен в армию Беннигсена. Прибыв 15 сентября 1813 года к Теплицу, егеря приняли участие в битве под Лейпцигом и, атаковав Гримское предместье, отбили 29 орудий. С 12 октября 1813 года по 18 мая 1814 года полк принимал участие в блокаде Гамбурга.
В 1815 году полк совершил вторичный поход во Францию.
28 февраля 1819 года 2-й батальон был назначен в состав корпуса военных поселений и занял квартиры в Новгородской губернии. 26 марта 1824 года поселённый батальон был переименован в 3-й, а 3-й батальон — во 2-й.
Во время польского мятежа 1831 года 1-й и 2-й батальоны, в составе 3-й пехотной дивизии, участвовали в сражениях при Вавре, Грохове и Остроленке. Во вторую половину кампании егеря прикрывали переправу через Вислу у Осека. За отличия в эту войну полку были пожалованы 6 декабря 1831 года Георгиевские знамёна с надписью «За отличие при усмирении Польши в 1831 г.».
28 января 1833 года, при переформировании пехоты, полк в полном составе был присоединён к Псковскому пехотному полку, составив 3-й, 4-й и 6-й резервный батальоны.
6 апреля 1863 года из 4-го резервного батальона и бессрочно-отпускных Псковского полка был сформирован в Мариенгаузене двухбатальонный Псковский резервный пехотный полк, который 13 августа 1863 года был назван Красноярским пехотным полком. В этом последнем полку было сохранено старшинство и знаки отличия 5-го егерского полка. В официальном справочнике В. К. Шенка ошибочно говорится что 2-й батальон 5-го егерского полка был присоединён к Подольскому пехотному полку.

## Знаки отличия полка
- полковое Георгиевское знамя с надписью «За отличие при усмирении Польши», пожалованное 6 декабря 1831 г.;
- две серебряные Георгиевские трубы с надписью «За отличие в течение кампании 1807 г. против французов», пожалованные 1 апреля 1808 г. (одна труба осталась в Псковском пехотном полку);
- знаки на головные уборы с надписью «За отличие в 1812, 1813 и 1814 г.», пожалованные в 1815 г.;
- Гренадерский бой, пожалованный 6 октября 1809 г. за отличие во время русско-шведской войны 1808—1809 гг.

## Шефы полка
с 17.01.1799 — 03.01.1800 — полковник (с 22.04.1799 генерал-майор) Фок, Борис Борисович
- 03.01.1800 — 23.06.1802 — генерал-майор Алфимов, Пётр Васильевич
- 23.06.1802 — 25.03.1804 — полковник Ридигер, Филипп Кондратьевич
- 25.03.1804 — 25.04.1804 — полковник Хазан, Иван Алексеевич
- 06.12.1804 — 01.09.1814 — полковник (с 21.11.1812 генерал-майор) Гогель, Фёдор Григорьевич

## Командиры полка
- 17.05.1797 — 17.01.1799 — подполковник (с 06.04.1798 полковник) Фок, Борис Борисович
- 28.03.1799 — 09.07.1800 — подполковник (с 22.07.1799 полковник) Приоуда, Пётр Карлович
- 12.08.1800 — 17.09.1801 — подполковник (с 16.10.1800 полковник) Черкасов, Алексей Александрович
- 17.09.1801 — 27.12.1801 — полковник Брюхов, Николай Семёнович
- 01.07.1802 — 15.04.1804 — полковник Черкасов, Алексей Александрович
- 25.04.1804 — 06.12.1804 — полковник Гогель, Фёдор Григорьевич
- 23.02.1805 — 19.10.1810 — майор (с 23.04.1806 подполковник, с 12.12.1807 полковник) Пантениус, Фёдор Иванович
- 20.04.1812 — 06.10.1817 — майор (с 26.01.1813 подполковник, с 17.07.1813 полковник) Ковригин, Михаил Абрамович
- 11.10.1817 — 01.06.1821 — подполковник Ходаковский, Иван Васильевич 1-й
- 01.06.1821 — 03.03.1823 — подполковник Максимов, Трофим Никитич
- 03.03.1823 — 22.03.1827 — подполковник (с 15.08.1825 полковник) Горемыкин, Павел Денисович